# Zero de Akutan

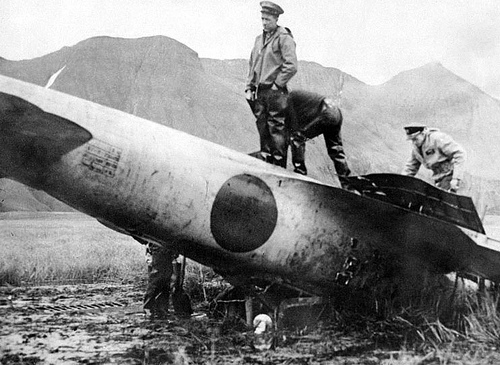
El Zero de Akutan es inspeccionado por personal de la Armada de los Estados Unidos en la isla Akutan el 11 de julio de 1942.

El Zero de Akutan, también conocido como Zero de Koga o Zero de las Aleutianas, fue un caza japonés Mitsubishi A6M Zero tipo 0 modelo 21 que realizó un aterrizaje de emergencia en la isla Akutan, una de las Islas Fox del archipiélago de las Islas Aleutianas, Alaska, durante la Segunda Guerra Mundial. El avión, sin grandes daños, fue recogido  por el ejército estadounidense en julio de 1942 y se convirtió en el primer Zero con capacidad de volar que consiguieron durante la guerra. Después de su captura fue reparado y posteriormente utilizado por pilotos de pruebas estadounidenses. Como resultado de la información obtenida durante las pruebas, se pudieron desarrollar tácticas para vencer a estos aviones, los principales de la Armada Imperial Japonesa durante la guerra.
El Zero de Akutan ha sido descrito como «una captura de incalculable valor para los Estados Unidos», y «probablemente una de las más importantes capturas en la Guerra del Pacífico». El historiador japonés Masatake Okumiya aseguró que la captura del Zero de Akutan «no fue menos grave» que la derrota de los japoneses durante la Batalla de Midway y que «hizo mucho para acelerar la derrota final de Japón». Otro historiador, John Lundstrom, se cuenta entre aquellos que desafían «la afirmación de que hizo falta la disección del Zero de Koga para desarrollar tácticas que pudieran vencer a este legendario avión».
El Zero de Akutan fue destruido en 1945 en un accidente ocurrido durante un entrenamiento. Se conservan aún algunas piezas en varios museos de los Estados Unidos.

## El caza Mitsubishi A6M Zero

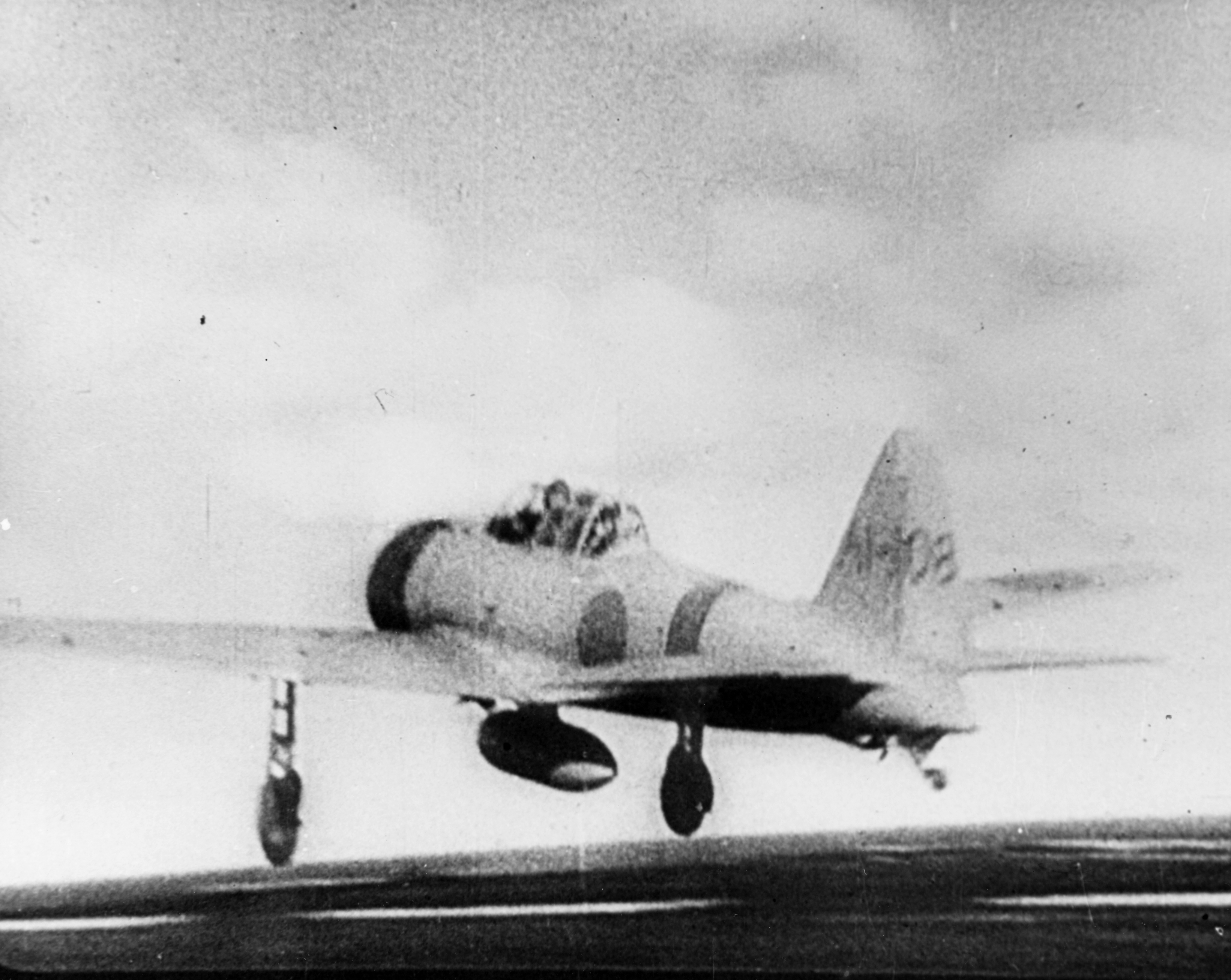
Un Mitsubishi A6M2 Zero modelo 21 despega del portaaviones Akagi para atacar Pearl Harbor.

La segunda guerra sino-japonesa comenzó en 1937. Ataques por parte de cazas chinos a bombarderos japoneses llevaron a Japón a desarrollar el concepto de cazas de escolta. La autonomía limitada del Mitsubishi A5M Claude, utilizado para escoltar a bombarderos, hizo que la Armada Imperial Japonesa encargara el Mitsubishi A6M Zero como  caza de largo alcance y con posibilidad de tener base tanto en tierra como en portaaviones.
El Zero, cuyo primer vuelo tuvo lugar en 1939, era extremadamente ágil y ligero, con una maniobrabilidad y autonomía superiores a cualquier otro caza del mundo en su época. El Zero fue superior a todos los cazas aliados durante los primeros dos años de la guerra. Sin embargo, para lograr estos resultados, los ingenieros japoneses tuvieron que sacrificar la durabilidad. El Zero poseía una construcción muy ligera, carecía de blindaje y tanque de combustible autosellante. Según el escritor estadounidense Jim Rearden, «el Zero era probablemente el avión más fácil de derribar cuando era dañado... Los japoneses... no estaban preparados o no eran capaces de construir cazas más avanzados en la cantidad requerida para lidiar con el creciente número y calidad de los cazas estadounidenses». Como resultado, el Zero fue el caza principal de la Armada Imperial Japonesa en la guerra, durante la cual solo se fabricaron aproximadamente 10 500 unidades.
En 1940 Claire Lee Chennault, líder de los «Tigres Voladores», escribió un reporte sobre el rendimiento de esta aeronave. Los analistas del Departamento de Guerra de los Estados Unidos lo rechazaron, calificándolo como «una completa tontería» y concluyeron que el rendimiento atribuido al Zero era aerodinámicamente imposible. A comienzos de la guerra el Zero superaba a cualquier otro caza contra el que se enfrentara. Según el as de la aviación William N. Leonard, «en estos primeros encuentros aprendimos por nuestra cuenta la locura de entablar un duelo [contra el Zero]».
Durante el ataque a Pearl Harbor, se derribaron nueve Zeros. Gracias a los restos de dichos aparatos, los Aliados supieron que este avión no contaba con blindaje ni con tanques de combustible autosellantes, pero poco se pudo conocer de sus capacidades. Sus características de vuelo, las cuales eran esenciales conocer para desarrollar las tácticas defensivas necesarias, continuaron siendo un misterio.
Antes de la captura del Zero de Akutan los Aliados obtuvieron información técnica de otros tres aviones derribados. Uno de ellos (con número de serie 5349 y pilotado por Hajime Toyoshima) se estrelló en la isla Melville (Australia) después del bombardeo de Darwin. El Zero fue gravemente dañado y Toyoshima se convirtió en el primer prisionero de los australianos durante la Guerra del Pacífico. Otro aeroplano, pilotado por Yoshimitsu Maeda, se estrelló cerca del cabo Rodney, Nueva Guinea. El equipo enviado a recuperar la nave se equivocó al cortar las alas, dañando el larguero, dejando al artefacto incapaz de volar. El tercero provenía de China, donde Gerhard Neumann logró reconstruir un Zero funcional. Para dicha tarea utilizó un avión parcialmente intacto (con número de serie 3372) que aterrizó en territorio chino y utilizó repuestos rescatados de otros aviones caídos. Sin embargo, las malas condiciones y el tiempo de entrega excesivo desde China impidieron que el Zero de Neumann llegara a los Estados Unidos antes de la fecha en que el Zero de Akutan se probó.

## La última misión del piloto T. Koga

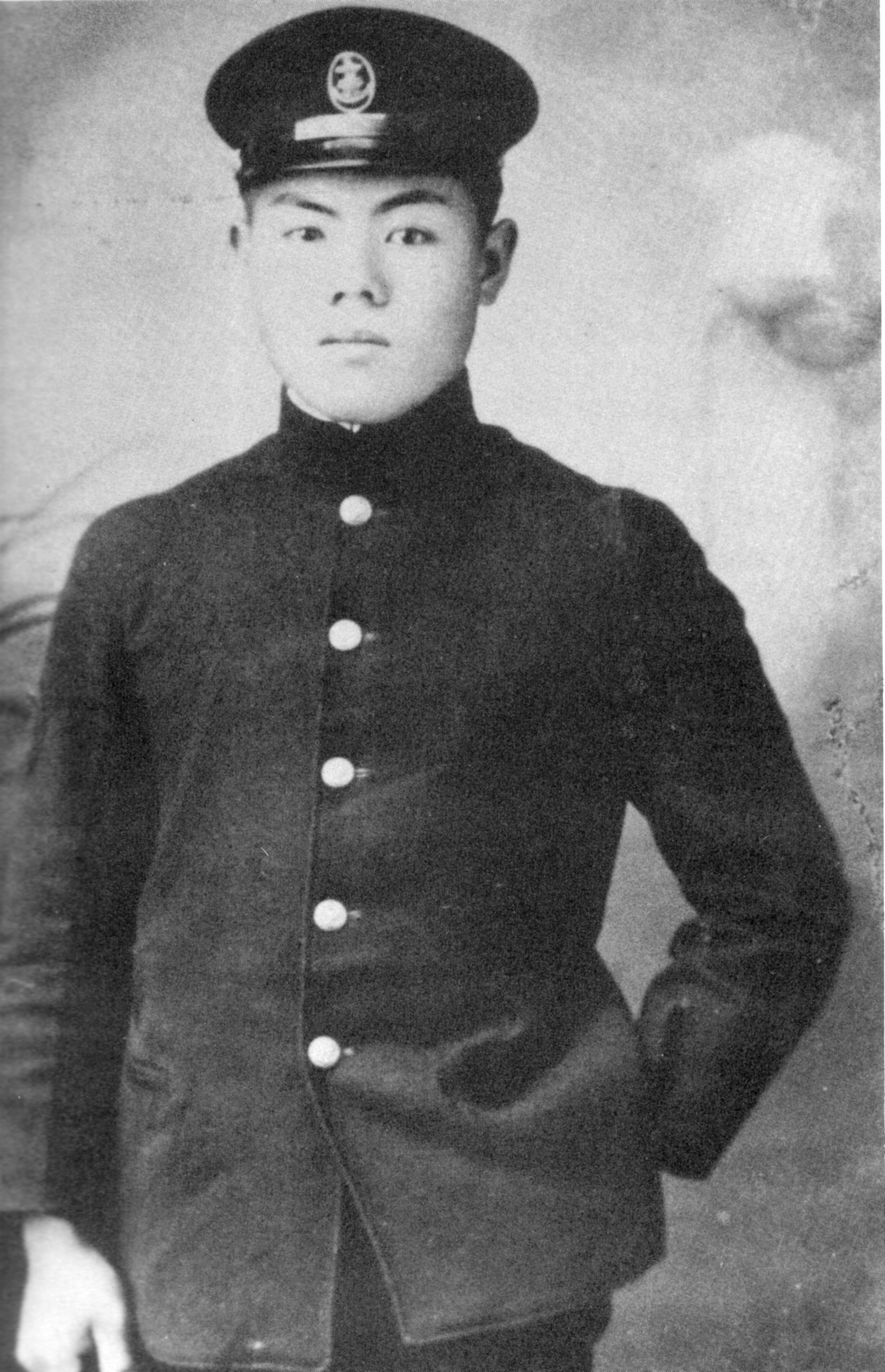
Tadayoshi Koga (10 de septiembre de 1922 – 4 de junio de 1942) era el piloto del Zero de Akutan.

En junio de 1942, como parte de la operación en Midway, los japoneses atacaron las islas Aleutianas, al sur de la costa de Alaska. Una fuerza especial al mando del Almirante Kakuji Kakuta bombardeó Dutch Harbor, en la isla Unalaska, en dos ocasiones: la primera el 3 de junio y la otra al día siguiente.
A los mandos de su Zero, Tadayoshi Koga, contramaestre, despegó del portaaviones Ryūjō como parte del grupo de ataque del día 4. Koga formaba parte de una sección de tres aeronaves, donde sus compañeros fueron el suboficial de marina Makoto Endo y el contramaestre Tsuguo Shikada. Koga y sus compañeros atacaron Dutch Harbor, derribaron un hidroavión PBY Catalina estadounidense pilotado por Bud Mitchell y ametrallaron después a los sobrevivientes en el agua. Durante el combate el aeroplano de Koga (con número de serie 4593) resultó dañado.

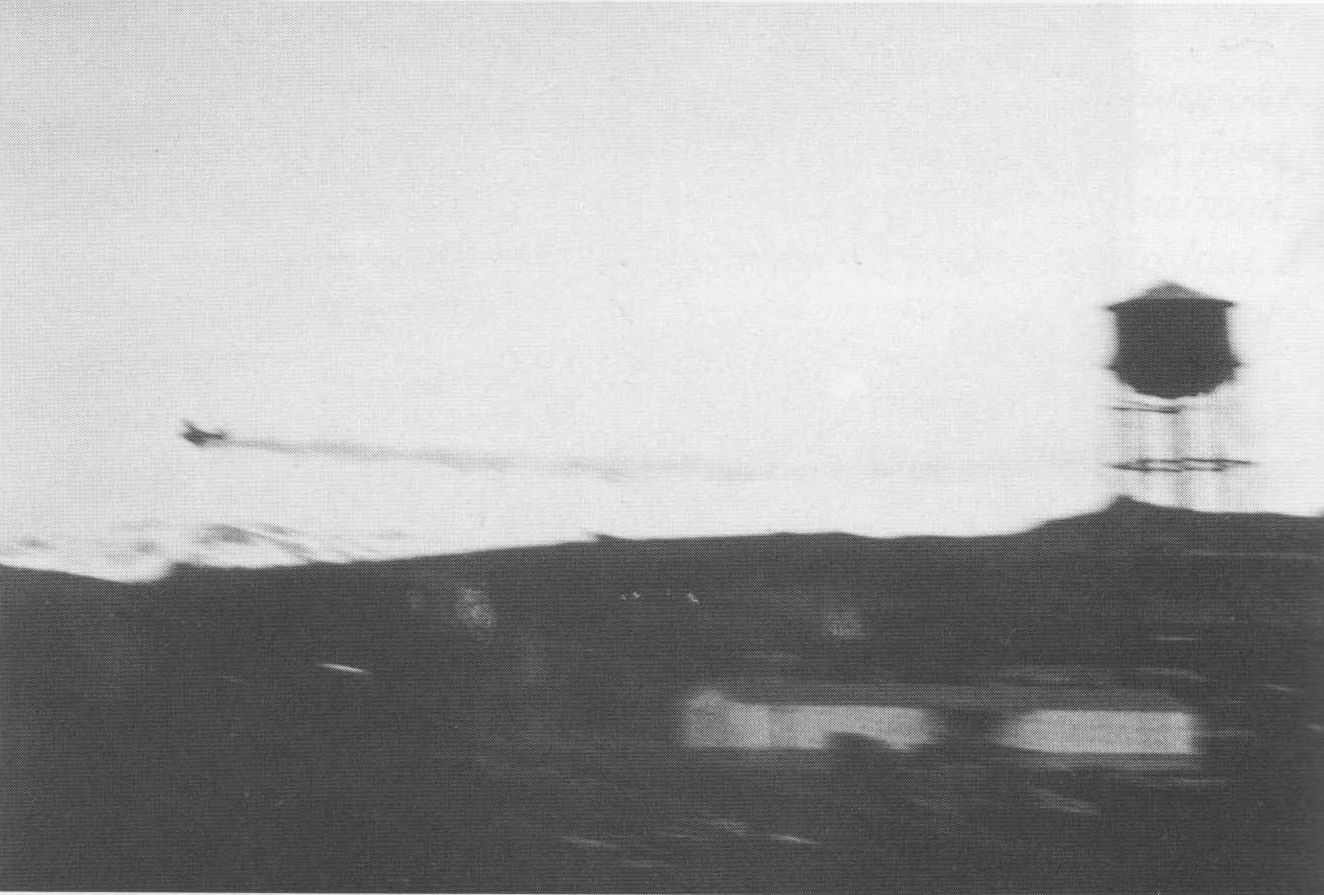
El caza de Koga sobre Dutch Harbor, momentos después de ser dañado. En esta fotografía se observa que está perdiendo aceite.

En el relato de los hechos que realizó Tsuguo Shikada en 1984, aseguró que la aeronave de Koga resultó dañada mientras realizaban un ataque a dos Catalinas que estaban anclados en la bahía. En la narración se omite cualquier información sobre el derribo del PBY Catalina, mientras que, por otro lado, tanto los registros estadounidenses como los japoneses contradicen su descripción de los hechos: no había Catalinas anclados en la bahía. Sin embargo, su relato si coincide con los registros de los ataques de un día anterior. Rearden comenta: «Parece que después de casi medio siglo después del evento, la memoria de Shikada confunde los ataques del 3 y del 4 de junio... Parece que durante la entrevista Shikada tuvo memoria selectiva al no mencionar el derribo del PBY y el ametrallamiento posterior a la tripulación en el agua».
No se sabe quién disparó contra el Zero de Koga aunque muchos individuos se han atribuido la acción. La evidencia fotográfica sugiere que el avión fue alcanzado por disparos desde el suelo, mientras que las inspecciones físicas revelaron que balas de armas pequeñas fueron las que alcanzaron al avión. Se encontraron disparos de balas .50 BMG (12,7 mm) y aún menores tanto en las partes superiores como inferiores del avión.

### Aterrizaje de emergencia
El impacto fatal fue uno que dañó el conducto de retorno de aceite, por lo que el avión inmediatamente comenzó a perderlo. Koga disminuyó la velocidad para evitar, en la medida de lo posible, que el motor se detuviera. Rearden expone lo siguiente:
Los tres Zeros volaron a la isla Akutan, a 25 millas al Este de Dutch Harbor, la cual había sido escogida para realizar aterrizajes de emergencia. Cerca de la isla se encontraba un submarino japonés destinado a recoger a los pilotos que pudieran ser derribados. En Akutan, los tres Zeros rodearon una llanura cubierta de hierba, a media milla de Broad Bight. Shikada pensó que el suelo estaría firme bajo la hierba, pero en su segunda vuelta notó el brillo del agua. Pronto se dio cuenta de que Koga tendría que realizar un aterrizaje sin tren de aterrizaje. Sin embargo, para entonces Koga ya había hecho descender su tren de aterrizaje y éste estaba casi totalmente desplegado.
El tren de aterrizaje se atascó en el agua y el lodo, por lo que el avión capotó y se arrastró hasta detenerse. Aunque la aeronave sobrevivió al impacto y quedó casi intacta, el piloto murió al estrellarse, probablemente de una fractura de cervicales o un golpe en el cráneo. Los compañeros de Koga tenían órdenes de destruir cualquier Zero que aterrizara en suelo enemigo, pero, debido a que desconocían si Koga aún estaba con vida, no quisieron ametrallar el avión y decidieron irse sin disparar al aeroplano. El submarino japonés que se encontraba a las afueras de la isla Akutan para recoger a los pilotos buscó a Koga en vano antes de verse en la necesidad de huir ante la presencia del destructor USS Williamson.

## Recuperación del Zero

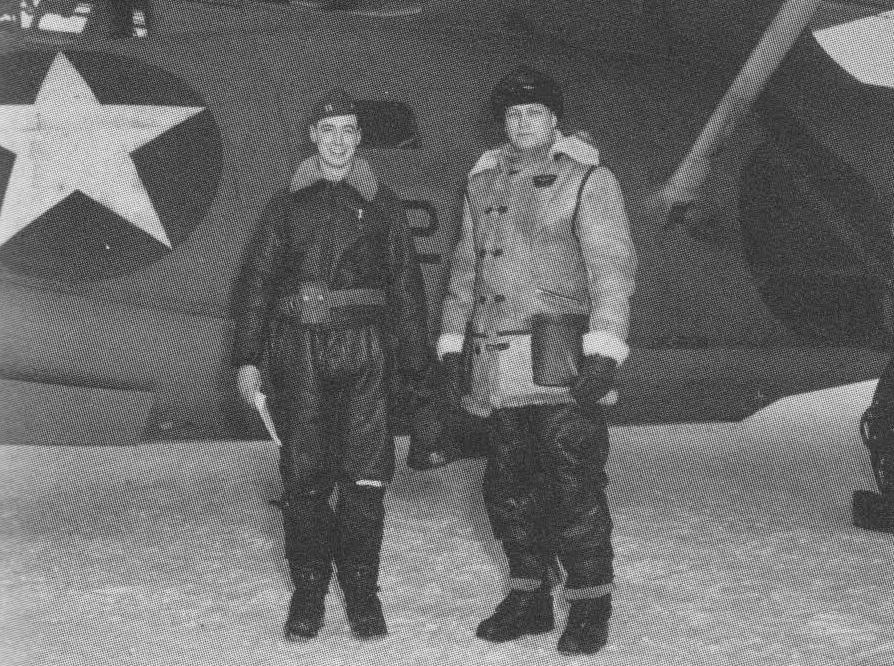
Bill Thies (izquierda) pilotó el PBY Catalina que descubrió el Zero de Akutan.

El sitio del impacto, que se hallaba fuera del campo visual de los aviones que realizaban el recorrido habitual y era invisible desde los barcos, permaneció sin ser visto ni alterado todo un mes. El 10 de julio un hidroavión Catalina, pilotado por el teniente William Thies, avistó los restos. Thies había patrullado mediante navegación por estima (Dead reckoning) y se había perdido. Después de avistar las islas Shumagin orientó su aeroplano y comenzó el regreso hacia Dutch Harbor por la ruta más corta, sobre la isla Akutan. El comandante del hidroavión, Albert Knack, divisó los restos. El avión rodeó el lugar del accidente, tomaron nota de la posición en el mapa y regresaron a Dutch Harbor para notificarlo. Thies convenció a su comandante, Paul Foley, de que le permitiera regresar al lugar con un grupo de rescate. Al día siguiente el equipo voló al lugar para inspeccionar los restos. El fotógrafo de la armada Arthur W. Bauman tomó varias fotografías mientras los hombres trabajaban.

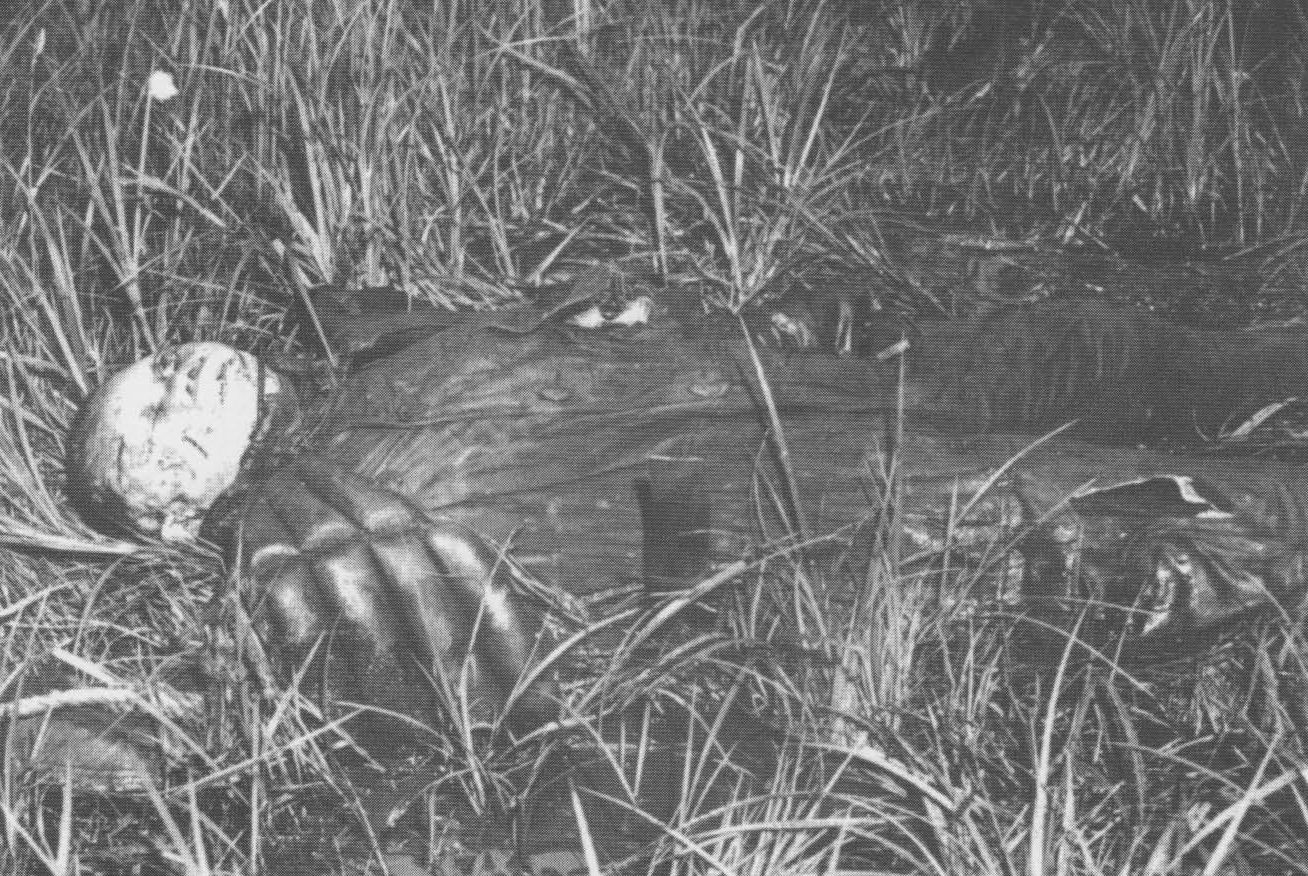
El cuerpo de Koga, después de ser sacado de entre los restos del avión.

El equipo de rescate estadounidense extrajo el cuerpo de los restos del avión después de que Knack, el más bajo del equipo, se introdujera en él y cortase el cinturón de seguridad. Posteriormente registraron el cuerpo en busca de algún objeto que proporcionase información, y después lo enterraron en una fosa poco profunda. Thies regresó junto con su equipo a Dutch Harbor, donde reportó que el avión era recuperable. Al día siguiente (12 de julio) un equipo de rescate al mando del teniente Robert Kirmse fue enviado a Akutan. El equipo enterró el cuerpo de Koga en una colina cercana y comenzó la recuperación de la nave, aunque la falta de equipo pesado (el cual no pudieron desembarcar ya que el barco que lo transportaba perdió dos anclas) detuvo sus esfuerzos. El 15 de julio se envió un tercer equipo de rescate y en esta ocasión, ya con el equipo adecuado, pudieron liberar al Zero del lodo y lo arrastraron hasta una barcaza cercana sin infligirle más daños. El avión fue llevado hasta Dutch Harbor, donde fue repuesto boca arriba y limpiado.

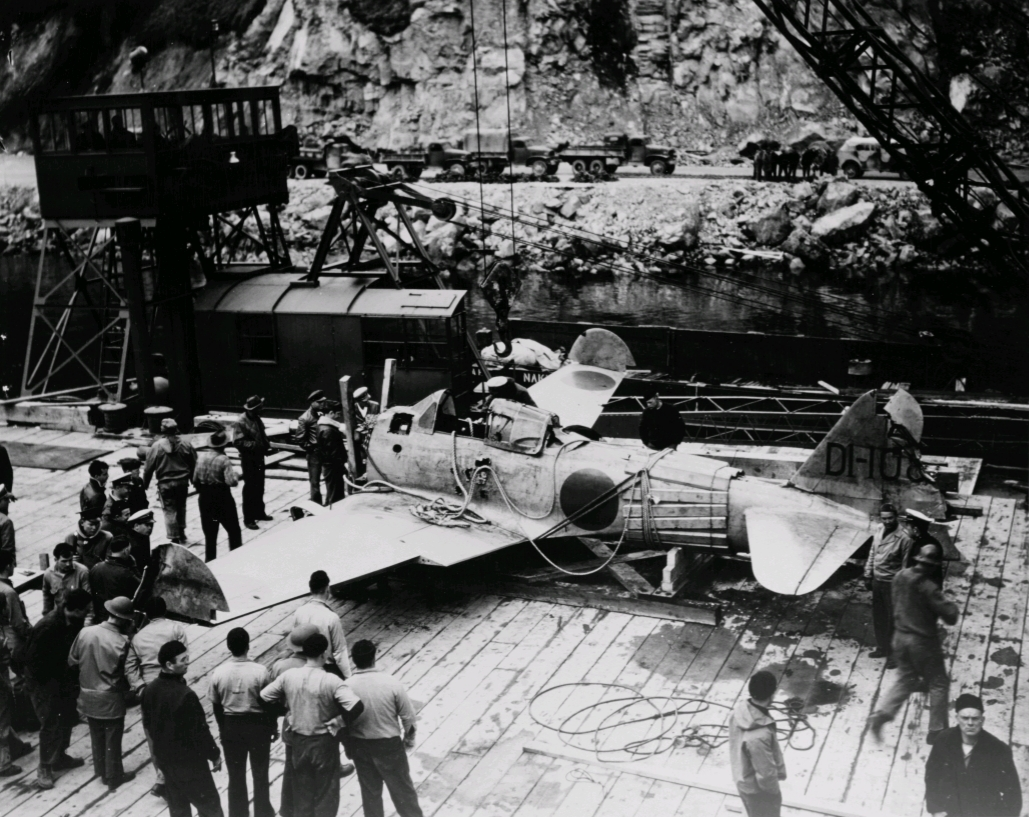
El Zero mientras era subido a un barco para su transporte a tierras continentales de los EE. UU.

El Zero de Akutan fue embarcado en el USS St. Mihiel y llevado a Seattle, donde arribó el 1 de agosto. Desde allí el avión fue enviado a la Estación Aéreonaval de North Island, cerca de San Diego, donde se le realizaron cuidadosas reparaciones, que básicamente «consistieron en enderezar el estabilizador vertical, el timón, el extremo de las alas, el alerón y la cúpula de la cabina. Los puntales, cortados durante el aterrizaje, necesitaron un trabajo más exhaustivo. La hélice Sumitomo de tres aspas fue arreglada y reutilizada». El Hinomaru rojo fue reemplazado por una escarapela estadounidense. Durante todo el periodo de reparaciones, el avión estuvo vigilado las 24 horas por guardias de la policía militar para evitar que posibles cazadores de souvenires dañaran el avión. El Zero volvió a estar en condiciones de volar el 20 de septiembre.

## Análisis del Zero
El 20 de septiembre de 1942 el capitán de corbeta Eddie R. Sanders realizó el primer vuelo de prueba. En total realizó 24 vuelos de este tipo entre el 20 de septiembre y el 15 de octubre. Según Sanders:
Estos vuelos cubrieron las pruebas de rendimiento como las que les hacemos a los aviones en prueba de la armada. El primer vuelo mostró las debilidades del Zero, las cuales podrían aprovechar nuestros pilotos con las tácticas adecuadas [...] inmediatamente se puso de manifiesto el hecho de que el alerón se detuvo a velocidades superiores a los 200 nudos por lo que las maniobras para virar a esas velocidades eran lentas y requerían de mucha fuerza en la palanca de control. El avión viraba más fácilmente hacia la izquierda que hacia la derecha. Además, el motor se caló durante una aceleración negativa, debido a su carburador de tipo flotante. Ahora tenemos una respuesta para cuando los pilotos  son superados tácticamente y no pueden escapar de un Zero que los persigue. Hay que ir en picado, verticalmente, usando la aceleración negativa si es posible, para ampliar la distancia mientras el motor del Zero se detiene por la aceleración. Alrededor de los 200 nudos, girar bruscamente a la derecha antes de que el piloto del Zero pueda alinear la mira.

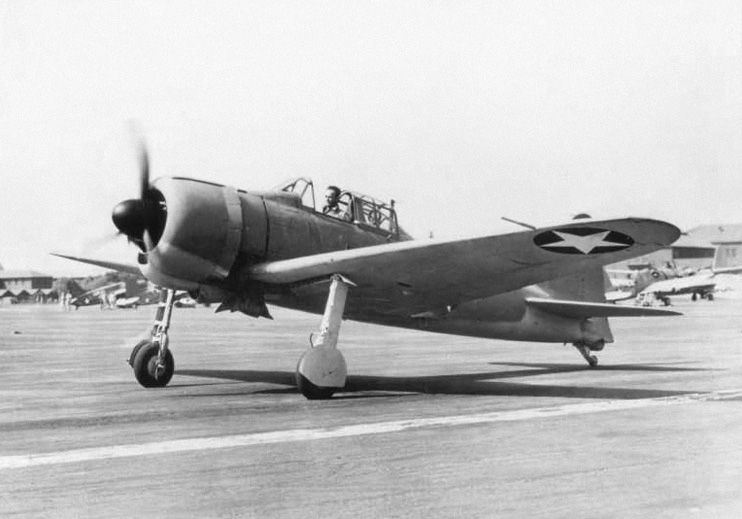
El Zero de Akutan circulando por una pista del aeropuerto de San Diego, pilotado por Eddie Sanders.

En pruebas posteriores, el director de vuelos de prueba de la Estación Aeronaval Anacostia, Frederick M. Trapnell, voló con la aeronave mientras Sanders lo hacía con aviones estadounidenses realizando maniobras idénticas. Posteriormente el piloto de pruebas Melville Hoffman realizó más simulaciones de combate aéreo.
Luego el Zero fue transferido de la Estación Aeronaval de North Island a la de Anacostia. En 1944 fue solicitado en North Island para usarlo como avión de pruebas para los pilotos que serían enviados al frente del Pacífico. Un modelo 52, capturado durante la liberación de Guam fue utilizado también más tarde.
La información y conclusiones obtenidas de las pruebas fueron publicadas en Informational Intelligence Summary 59, Technical Aviation Intelligence Brief #3, Tactical and Technical Trends #5 (publicado antes de realizar el primer vuelo de prueba) y en Informational Intelligence Summary 85. Estos informes tendieron a subestimar un poco las capacidades del Zero.

## Consecuencias
Mientras varias fuentes aseguran que la información recabada del Zero capturado se utilizó para diseñar el Grumman F6F Hellcat, el caza estadounidense embarcado que sustituyó al F4F Wildcat, el Hellcat ya se había diseñado, ordenado y probado en vuelo antes de la fecha del descubrimiento del Zero de Akutan. La primera producción del F6F voló por primera vez el 4 de octubre de 1942, dos semanas después del primer vuelo de prueba del Zero por parte de personal de los Estados Unidos. Aunque las pruebas realizadas no influyeron en el desarrollo del caza estadounidense, sí les brindó conocimiento de sus características a la hora de pilotarlo, incluyendo sus limitaciones al girar a la derecha e ir en picado. Está confirmado que esa información, sumada a las capacidades mejoradas del Hellcat, ayudó a los pilotos estadounidenses a «inclinar la balanza en el Pacífico». Los ases estadounidenses Kenneth A. Walsh y R. Robert Porter, entre otros, aseguraron que las tácticas derivadas de las pruebas salvaron sus vidas. James Sargent Russell, quien comandó el escuadrón de Catalinas que descubrió el Zero y quien más tarde fue ascendido al grado de vicealmirante, aseguró que el Zero de Koga fue de «tremenda importancia histórica». William N. Leonard concordó, asegurando que: «El Zero capturado fue un tesoro. Que yo sepa, ninguna otra máquina capturada ha revelado tantos secretos cuando la necesidad era tan grande».
Algunos historiadores no están de acuerdo en el grado en que el Zero de Akutan influyó en el resultado de la guerra aérea en el Pacífico. Por ejemplo, el entrecruzamiento Thach (Thach Weave), una táctica creada por John Thach y utilizada exitosamente en contra de los aviones japoneses, fue desarrollada antes del ataque a Pearl Harbor, basándose en los informes de inteligencia sobre rendimiento del Zero en China.

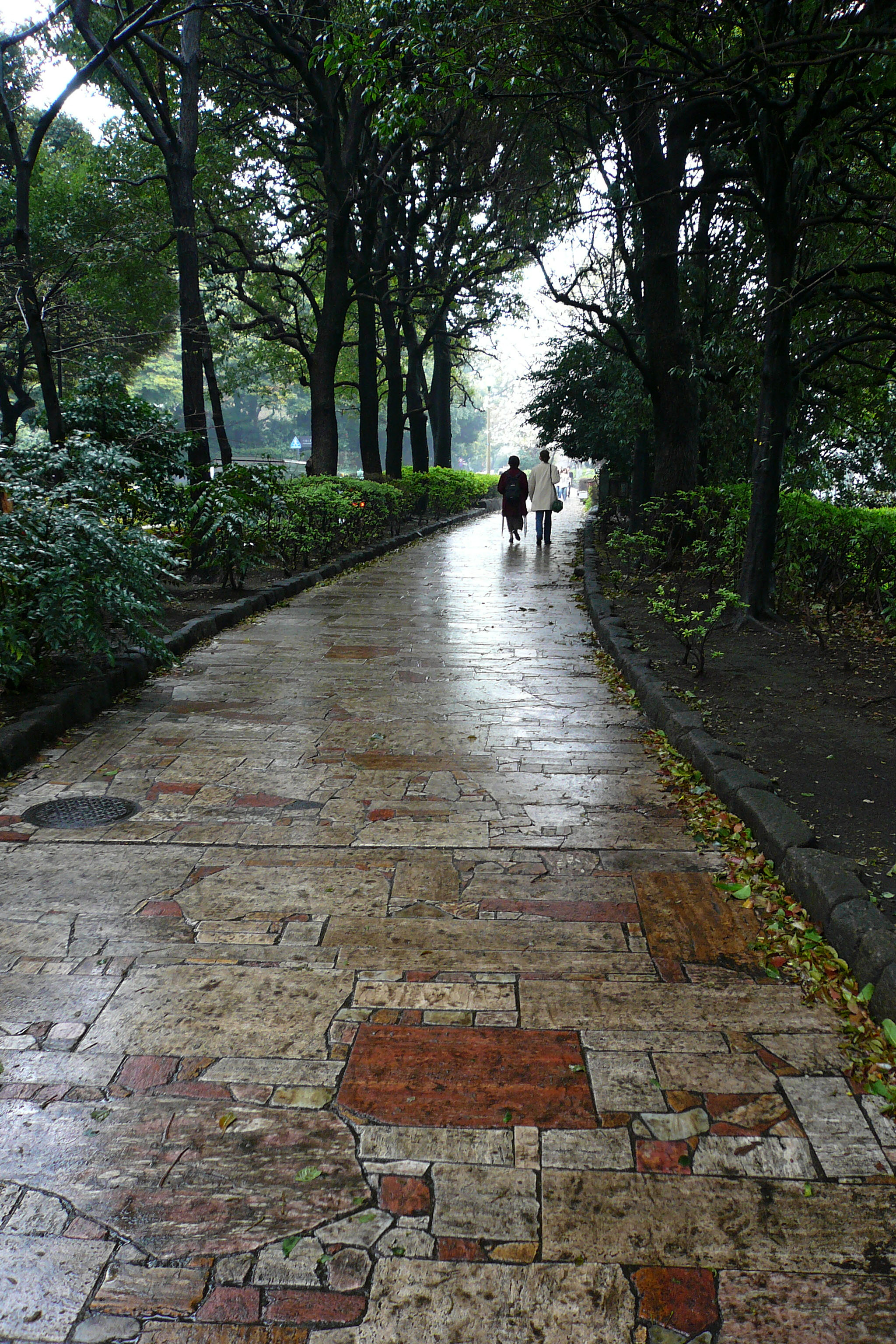
El Cementerio Nacional de Chidorigafuchi, lugar donde probablemente se encuentren los restos de Tadayoshi Koga.

La captura y vuelos de prueba del Zero de Koga generalmente son descritos como un tremendo golpe de los Aliados, dado que reveló los secretos de la misteriosa aeronave y llevó directamente a su caída. Según este punto de vista, solo a partir de entonces los pilotos aliados aprendieron cómo enfrentarse con sus ágiles oponentes. Los japoneses no podrían estar más de acuerdo [...] sin embargo aquellos pilotos navales que combatieron al Zero en el Mar de Coral, en Midway y en Guadalcanal sin el beneficio de los resultados de los informes rogarían por que se cambiara la afirmación de que se necesitó la disección del Zero de Koga para crear tácticas capaces de vencer a este legendario aeroplano. Para ellos, el Zero no era un avión misterioso. Se corrió rápidamente la voz de sus atributos particulares entre los pilotos de combate. De hecho, el 6 de octubre, mientras se probaba el Zero, [el piloto de prueba del Zero Frederick M.] Trapnell hizo una afirmación sumamente reveladora: «La impresión general del avión es exactamente la misma originalmente creada por inteligencia, incluyendo su rendimiento».
El Zero de Koga fue destruido en un accidente ocurrido durante un entrenamiento en febrero de 1945. Mientras se encontraba en marcha listo para despegar, un bombardero en picado Curtiss SB2C Helldiver perdió el control e impactó contra él. La hélice del Helldiver hizo pedazos al Zero. De los restos, William N. Leonard recuperó varias válvulas, donándolas al Museo de la Armada de los Estados Unidos. El Museo del Patrimonio de Alaska y el Museo Nacional del Aire y el Espacio también cuentan con pequeñas piezas del mismo.
En un intento por repatriar el cuerpo de Koga, el autor estadounidense Jim Rearden dirigió una búsqueda en Akutan en 1988. Rearden localizó la tumba de Koga, pero la encontró vacía. Rearden y el empresario japonés Minoru Kawamoto buscaron entonces en los archivos y descubrieron que su cuerpo había sido exhumado por el equipo del Servicio de Registro de Tumbas de los Estados Unidos y enterrado en la isla Adak. Aquel equipo, desconocedor de la identidad de Koga, marcó el cuerpo como no identificado. En 1953 el cementerio de Adak fue excavado y 236 cuerpos fueron devueltos a Japón. 13 cuerpos fueron identificados y los restantes fueron enterrados en el Cementerio Nacional de Chidorigafuchi. Es muy probable por tanto que el cuerpo de Koga sea uno de ellos.